# Lago Aluminé

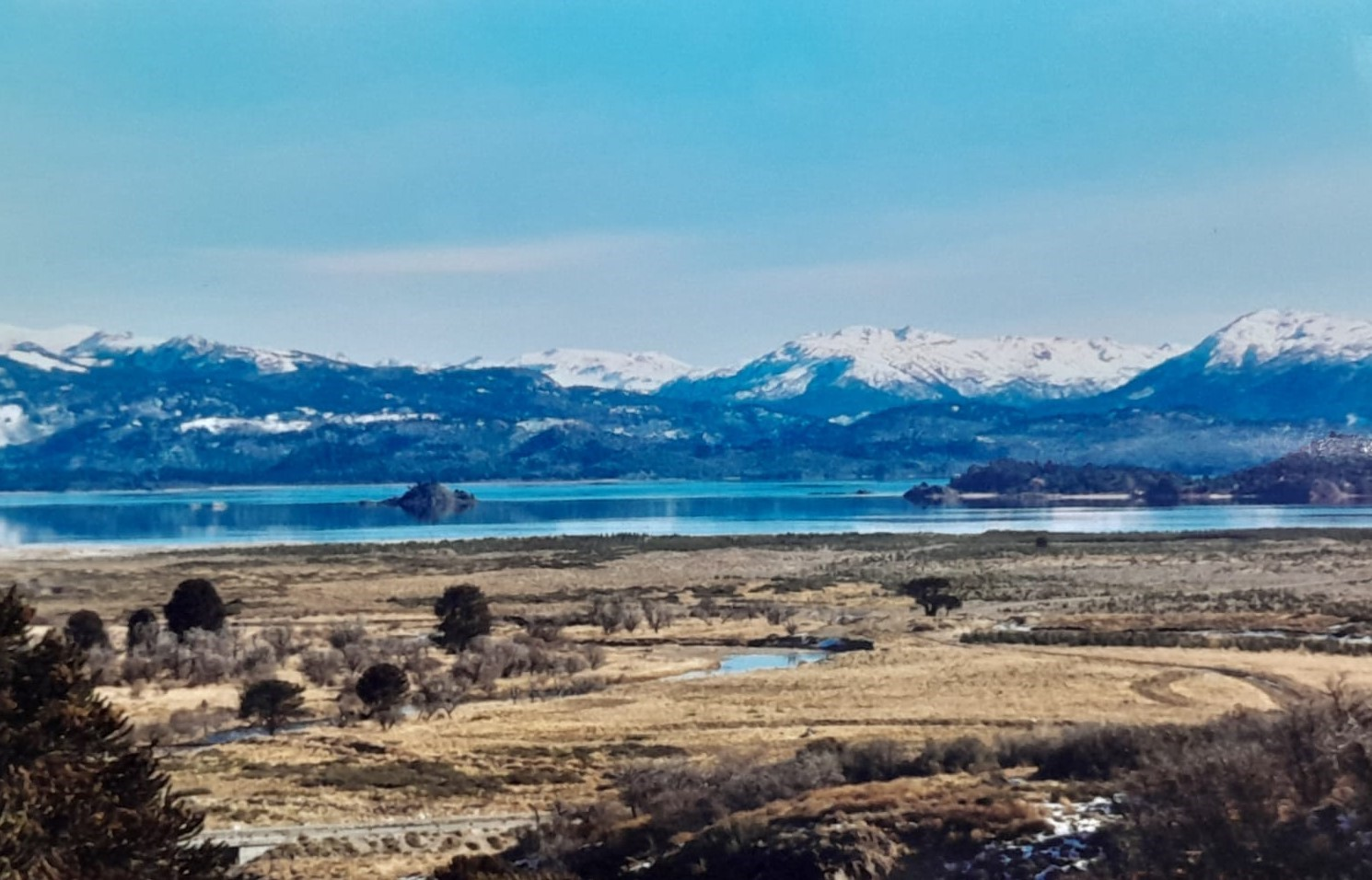
Lago Aluminé en Aluminé, provincia de Neuquén.

El lago Aluminé es un lago de origen glaciar ubicado en la provincia del Neuquén, Argentina, en el departamento Aluminé. Es el más septentrional de los lagos de la región llamada del bosque andino patagónico. Tiene una superficie aproximada de 5340 hectáreas y ocupa un valle orientado de oeste a este, al pie del Volcán Batea Mahuida. Pertenece a la cuenca del río Negro, al que desagua a través de los ríos Aluminé, Collón Curá y Limay.
Sobre su costa norte se encuentra Villa Pehuenia, una población joven, nacida en la década de 1990, y dedicada especialmente al turismo. En sus costas norte y sur se encuentran los asentamientos de varias comunidades mapuches, los pueblos originarios de la región.
Está rodeado de hermosos paisajes de bosques de coihues y pehuenes, araucarias de aspecto imponentes. Los bosques de la región no presentan la variedad de vegetación que caracterizan a los ubicados más al sur, pero son especialmente vistosos por la presencia de los pehuenes, que sobresalen sobre las copas de las fagáceas. No están protegidos como parte de ningún parque nacional, y su conservación sólo depende de la voluntad de los propietarios de la zona. En la costa este del lago y en las laderas del volcán Batea Mahuida se han realizado grandes plantaciones de pinos, de variedades que son potencialmente muy competitivas respecto de las especies locales. Pero aún subsiste la mayor parte del bosque nativo, incluso en la zona de asentamientos humanos de Villa Pehuenia.
El lago es un destino turístico en plena expansión, especialmente para los habitantes de la Neuquén y de la provincia de Río Negro, ya que es el más cercano de los lagos cordilleranos (respecto de esas zonas), por vía terrestre se comunican a través de la Ruta Nacional 22 hasta Zapala y desde ahí por ruta provincial N°13 hasta el lago.
A corta distancia del lago, al noroeste, se encuentra el Paso Internacional Icalma, boquete en la Cordillera de los Andes que comunica con la cercana localidad de Icalma, en Chile. El tránsito a través de ese paso también ha fomentado el turismo en la zona.